# 박제행
박제행(朴齊行, 1903년 ~ ?)은 일제강점기와 대한민국 건국 초기에 활동한 연극 배우이다. 영화 배우도 겸하였다.

## 생애
초년기에 대해서는 잘 알려져 있지 않다. 1924년에 조선배우학교 제1기생으로 입학하면서 연극 배우로 출발하게 되었다. 공식적인 데뷔는 1925년에 윤백남프로덕션에 들어가면서 《심청전》에 출연한 것이다.
윤백남이 도일한 뒤 소식이 두절되면서 윤백남프로덕션은 이경손 중심의 고려키네마로 재편되었다. 박제행은 고려키네마에 합류하지 않고, 토월회에 입단하였다. 그러나 토월회의 극단 운영 방식에 대한 일부의 반발로 1926년 2월에 내분이 일어나면서 토월회를 탈퇴하고 여러 극단을 전전하였다.
토월회 재기 공연에 참여한 뒤 《아리랑고개》(1929)를 계기로 연기력을 인정받아 연극과 영화에 꾸준히 출연하였다. 영화 감독 이규환은 박제행에게는 노역이 적역이며 고독하고 침울한 역할에 뛰어나다고 평한 바 있다. 그러나 성량이 풍부하지 못한 편이라 연극 무대에서 다소 약점이 있었다. 일제 강점기 말기까지 태양극장과 동양극장의 청춘좌, 중앙무대, 고협 등 여러 극단을 거쳤다.
태평양 전쟁이 종전되자 후배 심영과 함께 극단 혁명극장을 조직하고 《번지없는 주막》을 창립작으로 공연하였다. 이 극단은 조선연극동맹 산하에서 대표적인 좌익 극단으로 활발한 활동을 하였다. 일제 강점기부터 의식 있는 배우로서 신극 운동에 매진해온 박제행은 군정기를 통해 자연스럽게 좌익 연극인이 되었으나, 차츰 좌익 계열과는 거리를 두면서 우파 연극인으로 돌아섰다.
한국 전쟁 기간 중 조선민주주의인민공화국으로 갔다. 일반적으로 박제행의 북행은 “납북”으로 알려져 있으며, 북조선에서도 심영이나 황철, 문예봉 등 자진 월북한 동료들과는 달리 활발한 활동을 하지 않았다. 그러나 통상적인 납북 인사와는 달리 1958년 〈시인 이상화에 대한 회상〉이라는 글을 발표하는 등 공식적인 활동 기록도 존재한다. 1958년을 끝으로 행적이 기록되지 않았으며, 사망 연대도 미상이다.

## 참고 자료
- 강옥희,이영미,이순진,이승희 (2006년 12월 15일). 《식민지시대 대중예술인 사전》. 서울: 소도. 129~134쪽쪽. ISBN 9788990626264.